# Jaume Ferrer II
Jaume Ferrer II (Lérida, siglo XV) fue un pintor leridano activo a lo largo de la segunda etapa del gótico internacional y formado posiblemente en el taller de pintura que su padre Jaume Ferrer I debió de tener en la ciudad de Lérida. Su obra más conocida es el retablo de la Virgen de los Ediles (1451-1454), conservado "in situ" en el ayuntamiento de Lérida, realizado hacia el año 1450 en un periodo avanzado de su producción artística.

## Biografía

### Inicios
En un documento de 1430 actúa como procurador en la venta de unas casas de la plaza Nueva de Barcelona, en nombre de Maria Teià, su esposa, hija de Guillem Teià, fabricante de armas de Barcelona. En este documento Ferrer ya consta como pictore, cive, civitatis, Ilerde.
Jaume Ferrer trabajó en el taller de Pere Teixidor, hasta instalar el suyo propio ubicado en la plaza de la Cadena, en el barrio de San Lorenzo, debajo mismo del barrio de la Zuda de Lérida. Este taller se convertiría en el sucesor del taller de los Teixidor e incluiría Jaume Ferrer y a sus hijos Baltasar y Mateu. De esta forma, el taller se mantuvo activo desde 1430 aproximadamente hasta 1506, cuando desaparece Mateu Ferrer de la documentación.

### Estancia en Verdú
Unos años más tarde, en 1434, se encontraba en Verdú, adonde llegó con un cierto reconocimiento como pintor, y donde vivió durante dos años. El retablo de Verdú fue un encargo importante. Los promotores Antoni y Caterina Arnau contactaron inicialmente con Pere Joan, quien finalmente elaboró una tabla. En la iglesia de Santa María de Verdú todavía se conserva una base de piedra donde se apoyaba el retablo. Su fuerte estructura se debe a la ubicación prevista de un retablo de piedra o alabastro obra de Pere Joan. Las señales heráldicas de los Arnau y del abad de Poblet se encuentran sobre la portezuela de la base. El retablo de Verdú (~1434), actualmente conservado en el museo Episcopal de Vich, es una obra de joventud en la cual se observan ya los trazos característicos del nuevo periodo, especialmente por el detallismo con que se describen los paisajes exteriores del fondo de las tablas y la minuciosidad y la riqueza de las escenas interiores. También en 1436 apareció su hermano Gaspar Ferrer, si bien no queda claro que la estancia fuese para colaborar en el taller.

### Vuelta a Lérida
Entre 1437 y 1461 residió en Lérida, donde tuvo una presencia importante. A nivel profesional fue nombrado pintor de la Seu Vella de la ciudad y trabajó como pintor de trapos y estandartes y banderas.
Se tienen noticias de su relación con Pere Teixidor cuando ambos fueron autorizados para ubicar su taller en una cámara del ayuntamiento el 23 de noviembre de 1439. En 1441 trabajaron por la catedral de Lérida, donde Ferrer se encargaba de despintar el retablo mayor y prepararlo para que fuese repintado por Bernardo Martorell.
Fue un personaje destacado dentro de la comundiad local, donde fue elegido consejero (1437), almotacín (1443-1444) y prohombre del ayuntamiento (1460), de donde fue expulsado en 1461. Este hecho es el último que hay documentado de él y hasta 1477 no aparece la primera referencia a su hijo Mateo, lo cual se ha interpretado como un posible traslado de residencia en este periodo. Durante este periodi viajó diversas veces a Barcelona, la última documentada fue en 1454 cuando participó como testimonio en un pleito en el cual estaba implicado el pintor Jaume Vergós I.
En 1450 realizó el retablo de Peralta de la Sal en colaboración con Pedro García de Benavarre, del que se conservan algunas partes en el MNAC y el Museo de Arte de Cleveland. En el MNAC se encuentran los compartimientos de la calle central, la Dormición de la Virgen María y el Calvario.
En 1457 pintó el retablo de Alcover, según cosnta en un recibo de 100 florines, de los 400 que constaba, datado el 20 de octubre. La pieza, en un estilo similar al de Pedro García de Benavarre, permitió atribuirle otras obras como el retablo de Verdú, el de san Julián de Aspa y el San Jerónimo, San Martín de Tous, San Sebastián y Calvario (1450-1455), actualmente en el MNAC.
Su hijo Mateu Ferrer (documentado en Sigena en 1503) continuó el taller. De este queda un Jesús bendiciendo firmjado en la capilla de San Salvador en la catedral de Tarragona.

## Estilo
Si bien su obra surgía de los postulades del primer gótico internacional en tierras leridandas, evlucionó a partir de su estancia en Barcelona, donde tuvo la ocasión de poder conocer obras procedentes de diversas corrientes europeas llegadas mediante el comercio, como el caso del pintor florentino Dello Delli, presente en Barcelona en aquella época.
Las novedades del segundo periodo del gótico internacional, introducidas en los mismos años treinta en Barcelona por Bernardo Martorell, con quien se relacionó en 1450, y también sus puntos de contacto con la pintura valenciana, como Pere Nicolau, se pueden apreciar en la escena de la Anunciación del retablo del Ayuntamiento, donde Jaume Ferrer pintó los objetos del escritorio de la Virgen María buscando el efecto de la profundidad que da la luz al proyectar su sombra al fondo. Se mostró con gran afán por describir la realidad casi como un inventario, con un gran número de objetos en un contexto de escena costumbrista. Esto se plasma en los objetos de escritorio ya descritos, pero también muebles, libros, un jarrón con flores, una gallina picoteando y un gato y una rata en la terraza. Por otro lado, la manera exquisita como pintó la indumentaria de los reyes magos de la escena de la Epifanía está muy lejos de aquella sobriedad del mundo italogótico sienés del trescientos y lo acerca al gusto por el detalle del mundo flamenco, así como a la moda lujosa imperante en Florencia y las cortes europeas de la época.

## Obra
| Obra                                                                  | Datos     | Datos           | Localización                                                  | Imagen |
| --------------------------------------------------------------------- | --------- | --------------- | ------------------------------------------------------------- | ------ |
| Retablo de Verdú (tabla de la Epifanía y la Anunciación)              | ~1434     | Pintura al óleo | Museo Episcopal de Vich                                       |        |
| Retablo de Peralta de la Sal (junto con Pedro García de Benavarre)    | 1450      | Pintura al óleo | Museo Nacional de Arte de Cataluña Museo de Arte de Cleveland |        |
| Retablo de San Jerónimo, San Martín de Tous, San Sebastián y Calvario | 1450-1455 |                 | Museo Nacional de Arte de Cataluña                            |        |
| Retablo de la Virgen de los Ediles                                    | 1451-1454 | Pintura al óleo | Ayuntamiento de Lérida                                        |        |
| Retablo de Alcover                                                    | 1457      | Pintura al óleo | Museo Diocesano de Tarragona                                  |        |